# Josef Leopold Brandstetter

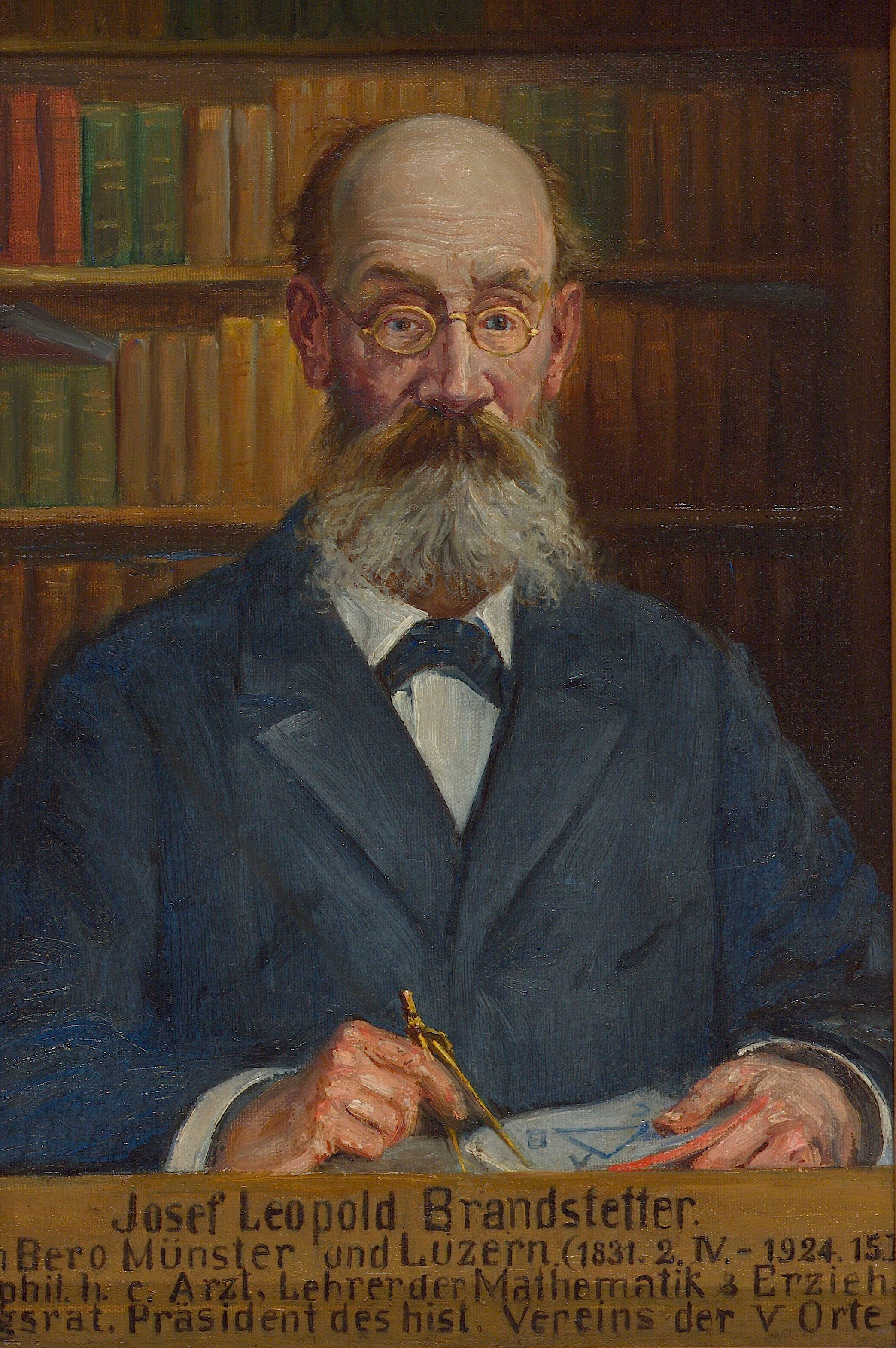
Porträt von Josef Leopold Brandstetter

Josef Leopold Brandstetter (* 2. April 1831 in Beromünster; † 15. April 1924 in Luzern) war ein Schweizer Arzt und Gelehrter.

## Leben
Josef Leopold Brandstetter wurde 1831 als Sohn des Landwirts Leopold Brandstetter in Beromünster geboren. Nach dem Besuch des Gymnasiums und des Lyzeums in Luzern schrieb er sich dort für ein Jahr zum
Theologiestudium ein. Von 1853 bis 1856 absolvierte er das Medizinstudium in Basel sowie in Würzburg. Als Arzt ordinierte von diesem Zeitpunkt an in Beromünster und Malters.
Dazu wurde er ab 1872 als Lehrer für Mathematik und Rektor an die Kantonsschule Luzern verpflichtet. Ferner stand er als Präsident dem Historischen Verein der V Orte in den Jahren 1882 bis 1922 vor.
Politisch aktiv war Brandstetter als Mitglied des Luzerner Erziehungsrats und zwar als Vertreter der Liberalen.
Josef Leopold Brandstetter war zwei Mal verheiratet und ist der Vater des Sprachwissenschaftlers Renward Brandstetter.

## Wirken
Josef Leopold Brandstetter gilt als bedeutender Innerschweizer Gelehrter im Besonderen als Pionier der wissenschaftlichen Namenforschung dieser Region. Seinem breitgefächerten Interesse unter anderem an der Genealogie, Geschichte, Ortsnamenkunde, Sprache oder Mathematik sind wertvolle Werke zu verdanken. So war er der Verfasser des 1. Bands des Schweizergeschichtlichen Repertoriums, 1812–90 (1892), der Register zu den ersten 70 Bänden des Geschichtsfreunds und zum Topographischen Atlas der Schweiz. Brandstetter exzerpierte überdies historische Luzerner Quellen (darunter die Schriften Renward Cysats) zuhanden der Redaktion des Schweizerischen Idiotikons.

## Veröffentlichungen (Auswahl)
- Die Namen «Bilstein» & «Pilatus». Luzern 1893.

## Ehrungen
- 1892 Aufnahme in die Schweizerische Porträt-Gallerie
- 1903 Ehrendoktorat der philosophischen Fakultät der Universität Bern
- 1913 Ehrenbürger von Luzern.